# 南京市行政区划
南京市是中华人民共和国江苏省省会，为副省级行政区，现辖11个市辖区，共有87个街道、13个镇。市政府驻玄武区梅园新村街道。
2012年，南京市撤、并、改镇14个，实现市辖区全部为街道办事处的建制。并推进“村改居”工作，全市完成撤并32个“城中村”和45个“村改居”任务。
2013年2月20日，国务院批准撤销秦淮区、白下区，设立新的秦淮区；撤销鼓楼区、下关区，设立新的鼓楼区；撤销溧水县，设立南京市溧水区；撤销高淳县，设立南京市高淳区。

## 行政区划
粗体为区政府驻地。

### 玄武区
- 梅园新村街道
- 新街口街道
- 玄武门街道
- 后宰门街道
- 锁金村街道
- 红山街道
- 孝陵卫街道
- 玄武湖街道

### 秦淮区
- 五老村街道
- 洪武路街道
- 大光路街道
- 瑞金路街道
- 月牙湖街道
- 光华路街道
- 朝天宫街道
- 秦虹街道
- 夫子庙街道
- 红花街道
- 双塘街道
- 中华门街道

### 建邺区
- 兴隆街道
- 莫愁湖街道
- 沙洲街道
- 双闸街道
- 江心洲街道
- 南苑街道

### 鼓楼区
- 宁海路街道
- 下关街道
- 热河南路街道
- 幕府山街道
- 建宁路街道
- 宝塔桥街道
- 小市街道
- 华侨路街道
- 湖南路街道
- 中央门街道
- 挹江门街道
- 江东街道
- 莫愁街道

### 浦口区
- 江浦街道
- 泰山街道
- 顶山街道
- 沿江街道
- 桥林街道
- 汤泉街道
- 盘城街道
- 星甸街道
- 永宁街道

### 栖霞区
- 仙林街道
- 马群街道
- 迈皋桥街道
- 燕子矶街道
- 栖霞街道
- 龙潭街道
- 尧化街道
- 西岗街道
- 八卦洲街道

### 雨花台区
- 雨花街道
- 赛虹桥街道
- 西善桥街道
- 板桥街道
- 铁心桥街道
- 梅山街道

### 江宁区
- 东山街道
- 秣陵街道
- 汤山街道
- 淳化街道
- 禄口街道
- 江宁街道
- 谷里街道
- 湖熟街道
- 横溪街道
- 麒麟街道

### 六合区
- 雄州街道
- 金牛湖街道
- 横梁街道
- 程桥街道
- 大厂街道
- 葛塘街道
- 长芦街道
- 马鞍街道
- 龙袍街道
- 龙池街道
- 冶山街道
- 竹镇镇

### 溧水区
- 永阳街道
- 白马镇
- 东屏街道
- 柘塘街道
- 石湫街道
- 洪蓝街道
- 晶桥镇
- 和凤镇

### 高淳区
- 淳溪街道
- 阳江镇
- 砖墙镇
- 古柏街道
- 漆桥街道
- 固城街道
- 东坝街道
- 桠溪街道

## 历史沿革
2000年，江宁撤县改区。
2002年，江浦县与浦口区、六合县与大厂区分别合并为浦口区和六合区。
2013年，秦淮区与白下区、鼓楼区与下关区分别合并为秦淮区和鼓楼区，溧水、高淳撤县改区。